# Чумешти (село)
Чумешти, Чумешть (рум. Ciumești) — село в жудеце Сату-Маре в Румынии. Административный центр коммуны Чумешти.
Село расположено к северо-западу от Бухареста, на расстоянии 461 км, 43 км к западу от Сату-Маре, 136 км на северо-запад от Клуж-Напоки.

## Население
По данным переписи населения 2002 года в селе проживало 1238 человек.
Национальный состав:
| Национальность | Численность | Процент |
| -------------- | ----------- | ------- |
| Венгры         | 1029        | 83,1 %  |
| Румыны         | 126         | 10,2 %  |
| Немцы          | 47          | 3,8     |
| Цыганы         | 36          | 2,9     |

Родным языком назвали:
| Язык       | Численность носителей | Процент |
| ---------- | --------------------- | ------- |
| Венгерский | 1114                  | 90,0 %  |
| Румынский  | 122                   | 9,9 %   |